# Llamamiento a las mujeres de Estados Unidos

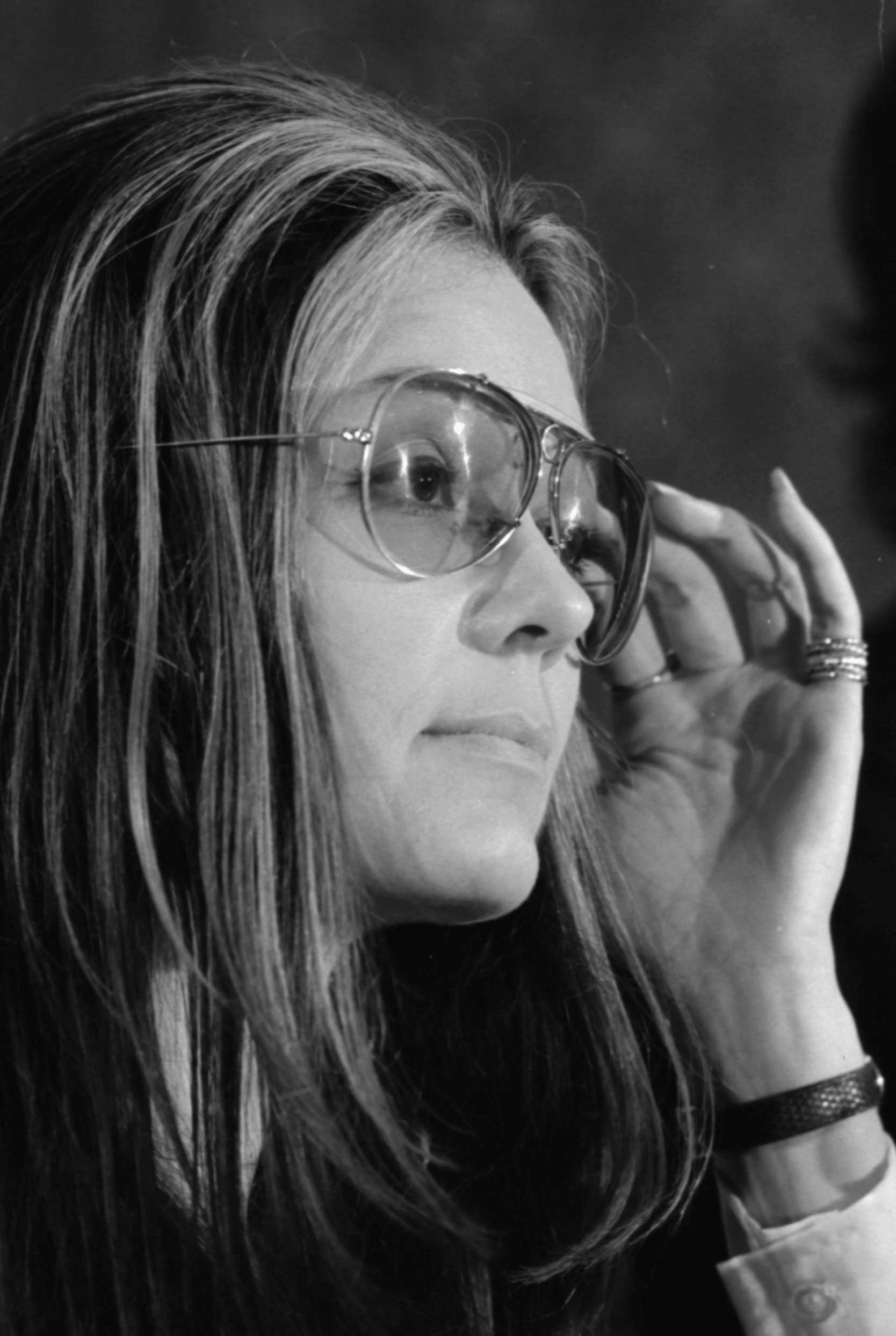
Dirigente de Movimiento feminista Gloria Steinem.

El 10 de julio de 1971, durante la fundación de la Asamblea Política Nacional de Mujeres,  de la que Gloria Steinem fue cofundadora, presentó un Llamamiento a las mujeres de América  Dirección a las Mujeres de América, que se convertiría en uno de los discursos más memorables del movimiento de las mujeres del siglo XX.

En el discurso no sólo se refirió al sexismo y la misoginia, sino también al racismo y la clase social.  El discurso es especialmente recordado por esta frase:  

Esto es no simple reforma. Es realmente una revolución. Sexo y raza, porque son diferencias fácilmente visibles, han sido las maneras primarias de organizar a los seres humanos en grupos superiores e inferiores y en la mano de obra barata de la que el sistema todavía depende.  Estamos hablando de una sociedad en la que no habrá otros roles que los que sean elegidos o los ganados. Estamos realmente hablando de humanismo.

En el video de 2016 de Jennifer Lopez de la canción "Ain't Your Mama" (No soy tu madre) puede escucharse un trozo de la intervención de Steinem diciendo "Esto es no reforma sencilla. Realmente es una revolución."